# ريج فلمنج
ريج فلمنج هو لاعب هوكي الجليد كندي، ولد في 21 أبريل 1936 في مونتريال في كندا، وتوفي في 11 يوليو 2009 في شيكاغو في الولايات المتحدة.

## وصلات خارجية
- ريج فلمنج على موقع دوري الهوكي الوطني (الإنجليزية)
- ريج فلمنج على موقع قاعة مشاهير الهوكي (لاعب أن.إتش.أل) (الإنجليزية)
- ريج فلمنج على موقع EliteProspects.com (الإنجليزية)
- ريج فلمنج على موقع HockeyDB.com (الإنجليزية)
- ريج فلمنج على موقع Hockey-Reference.com (الإنجليزية)